# Б (маршрут)
«Б» (жарг. «Букашка») — круглосуточный маршрут общественного транспорта по Садовому кольцу Москвы. За свою историю сменил несколько видов наземного транспорта: на смену конке в 1912 году пришёл трамвай, в 1930-х годах постепенно заменённый троллейбусом. Летом 2016 года был заменён на автобус, в ходе программы ликвидации Московского троллейбуса это решение стало постоянным.

## История

### Трамвай Б
В 1912 году по Садовому кольцу вместо конки был пущен трамвай линии «Б», который в народе называли «Букашкой». Номер маршрута был выбран по аналогии с другим кольцевым трамвайным маршрутом «А», так как Бульварное кольцо в то время называли «кольцом А», а Садовое — «кольцом Б».

### Троллейбус Б
В 1936—1937 годах трамвай с Садового кольца был снят, и вместо него пустили троллейбус, который унаследовал номер «Б». Изначально троллейбус следовал от Крымской площади до Курского вокзала. По мере развития троллейбусной сети дуга Садового кольца, занятая маршрутом «Б», расширялась, и к 1939 году маршрут был продлён до Таганской площади. На тот момент неохваченным оставался лишь участок от Таганской площади до Курского вокзала (по Земляному Валу), занятый трамвайными путями. Окончательно трасса маршрута замкнулась лишь в 1963 году после завершения реконструкции замоскворецкой дуги Садового кольца.
В 1982 году маршрут был разделён на два кольца: внутреннее («Бк») и внешнее («Бч»).
С 31 августа 2013 года — один из двух круглосуточных троллейбусных маршрутов Москвы, наряду с № 15.
- Троллейбус 4902 на маршруте «Б». 2007 год.
- Троллейбусы на маршруте «Б» на Садовом кольце. 2010 год.

### Автобус Б
В 2013 году в ночной период вместо троллейбусов на маршрут стали выходить автобусы — сначала это производилось только в случае ночных ремонтов контактной сети, однако в 2014—2015 годах при реконструкции Октябрьского тоннеля ночное троллейбусное движение полностью прекращалось.
7 июля 2016 года троллейбусный маршрут был «временно» закрыт в рамках благоустройства Садового кольца и заменён одноимённым автобусным маршрутом с сохранением круглосуточного режима работы. Временный характер закрытия троллейбусного маршрута был отражён при запуске маршрутной сети «Магистраль» 8 октября 2016 года, однако конкретный срок возврата троллейбусов не был озвучен. 4 ноября 2016 года троллейбусный маршрут вернулся обратно, но тут же был снова заменён автобусами. Возвращение троллейбусов на маршрут постоянно откладывалось.
В июле 2017 заместитель мэра Москвы Максим Ликсутов заявил, что троллейбусы (в том числе маршрут Б) не вернутся на Садовое кольцо, аргументировав это тем, что он мешает движению при перестроении через 4 полосы перед тоннелем под Новым Арбатом. При этом автобусы в этом месте следуют той же трассой, а количество полос сократилось после благоустройства в рамках программы «Моя улица». Таким образом, троллейбусный маршрут «Б» ушёл в историю, маршрут продолжает обслуживаться автобусами.
- Mercedes-Benz Conecto  на маршруте «Б» на Зацепском Валу. 2017 год.
- Mercedes-Benz Conecto  на маршруте «Б» на Садовом кольце. 2017 год, декабрь

## Описание трассы маршрута
| Номер   | Маршрут                                  | Маршрут | Маршрут                                   | Трасса следования                                    |
| ------- | ---------------------------------------- | ------- | ----------------------------------------- | ---------------------------------------------------- |
| \| Б \| | Павелецкий вокзал Павелецкая, Павелецкая | ↔       | Смоленская, Смоленская Смоленский бульвар | Садовое кольцо кольцевой и ночной кольцевой маршруты |
| Б       |                                          |         |                                           |                                                      |

Маршрут автобусный — кольцевой, двусторонний и пролегает по Садовому кольцу. Средняя продолжительность поездки по маршруту составляет 60 минут, в зависимости от дорожной ситуации и времени курсирования может увеличиваться или уменьшаться (в пределах расписания).
На маршруте ежедневно работает не менее 20 автобусов большого класса (БК). Количество автобусов ночного маршрута «Б» определяется Департаментом транспорта и развития дорожно-транспортной инфраструктуры города Москвы.
Фактически внешнее и внутреннее кольцо — это два разных маршрута: Б и Бк. Первый обслуживается филиалом «Центральный» ГУП «Мосгортранс» (автобусы Mercedes-Benz Conecto), а второй — филиалом «Южный» (автобусы НЕФАЗ-5299).

## Памятные события и даты, связанные с маршрутом
В период курсирования троллейбусов маршрут «Б» стал одним из символов Москвы и участником современной культурной жизни столицы России. В 2004 году Государственная Третьяковская галерея обратилась к историку Москвы Сергею Никитину и творческой краеведческой группе «Москультпрог» с просьбой создать городской культурно-просветительский проект по искусству XX века для Дня культурного наследия; было решено провести такое событие на троллейбусе «Б» как популярном и исторически значимом для столицы маршруте. В субботу 14 апреля 2004 все троллейбусы, следовавшие по маршруту «Б», были снабжены аудиогидами. Это был первый случай превращения рейсового городского транспорта в культурно-образовательный. Один из троллейбусов был украшен по мотивам картины Кузьмы Петрова-Водкина «Купание красного коня».
Через год инициативу подхватили барды. С 2005 года по 2008 годы в одном из троллейбусов проводились концерты бардовской песни музыкально-экскурсионного проекта «Синий троллейбус». Среди участников проекта были известные барды Владимир Бережков, Галина и Борис Вайханские, Александр Естигнеев и другие. В 2016 году этот проект был перезапущен на трассе троллейбусного маршрута № 7. На 2019 год хранение троллейбуса, участвовавшего в проекте, осуществляет Ходынская площадка Центрального филиала Мосгортранса; в январе 2020 года проведены несколько концертных рейсов троллейбуса на Ленинградском проспекте.
Весной 2013 года на маршруте «Б» была проведена арт-акция. Художники, ехавшие в троллейбусе, рисовали городские пейзажи и прохожих.
В апреле 2014 года Сергей Никитин и группа Москультпрог представили новый бесплатный культурологический проект — «Гранд Букашка: 33 мелодии Садового кольца» при поддержке фирмы звукозаписи «Мелодия», агентства «Правила Общения» и ГУП «Мосгортранс» на средства, собранные на краудфандинговой платформе planeta.ru. Инициатива была посвящена 50-летию культового кинофильма про Москву — «Я шагаю по Москве». В этот день все троллейбусы маршрута «Б» снова стали экскурсионными. Созданный большими творческим и исследовательским коллективом, маршрут рассказывал об основных событиях музыкальной жизни столицы «от скоморохов до наших дней» с фрагментами музыкальных произведений, среди его героев — Пётр Чайковский и Сергей Прокофьев, Владимир Высоцкий и «Звуки Му», Михей и «Bad Balance», Земфира и Алла Пугачёва, Михаил Лермонтов и Савва Мамонтов, Любэ и Михаил Шуфутинский и многие другие. Специально для акции были записаны вальс Льва Толстого (Мария Немцова, фортепиано) — единственное известное музыкальное произведение писателя, и частушки про метро В. В. Маяковского в исполнении Любы Прониной. Москультпрог также представил мобильное приложение «Grand Bukashka», благодаря которому такую экскурсию можно совершить самостоятельно. Методические разработки проекта «Гранд Букашка» легли в основу экскурсионного проекта «StoryBus» на рейсовом маршруте № 90 в Красноярске, созданного и организованного Никитиным в рамках Красноярской книжной ярмарке 1-4 ноября 2014 по заказу Фонда Михаила Прохорова и при поддержке Сибирского федерального университета и Администрации Красноярска.
В День города 2014 года Москультпрог организовал открытый бесплатный лекторий на троллейбусе «Б» «Маршрут стрит-арт 2» с лекциями-диалогами об истории и теории московского стрит-арта в мировом контексте, среди лекторов был арт-критик Валентин Дьяконов, историк-урбанист Сергей Никитин и молодые специалисты из НИУ ВШЭ и РУДН.
17 сентября 2015 года на маршруте стартовал ещё один литературный проект. Три троллейбуса, курсирующие по маршруту «Б», были оформлены в честь Сергея Есенина, Владимира Маяковского и Константина Паустовского. В их салонах в информаторах встроены записи, повествующие о биографии и творчестве указанных поэтов и писателей.

## Маршрут в художественной литературе, живописи и музыке
В конце восьмой главы «Шпионского романа» Бориса Акунина упоминается крупное ДТП, связанное с троллейбусным маршрутом «Б»:

После международной обстановки голос в репродукторе должен был повеселеть — в конце выпуска обычно шли новости культуры. Но диктор вдруг выдержал паузу и заговорил строго и скорбно, как если бы умер кто-нибудь из членов правительства или разбился самолёт.

— Сегодня в четырнадцать часов пятьдесят минут на Крымском мосту произошло трагическое происшествие. Трёхтонный грузовик «Мособлстройтреста», не справившись с управлением, врезался в двухэтажный троллейбус маршрута «Б», который упал в воду. Из Москвы-реки водолазами извлечено 83 мёртвых тела, которые доставлены в Первую Градскую больницу. Для родственников запросы по телефону В1-96-54.— 
 Это происшествие повлияло на дальнейшее развитие сюжета книги.
Художник Александр Дейнека запечатлел на картине «Эстафета по кольцу „Б“» традиционное соревнование, которое в 1947 году прошло по маршруту трамвая «Б».

«Букашечка» упоминается в песне «Маршруты московские» группы «Ва-Банкъ»:

Маршруты московские,
маршруты знакомые.
Засядем в «Букашечку»,

махнём наугад.
Маршрут Б (троллейбусный) упоминается в рассказе Юза Алешковского «Николай Николаевич».